# Feels of Innocence Tour
Feels of Innocence è l'ottavo tour ufficiale della band statunitense Kansas.

## Storia
Si trattò di un minitour, svoltosi interamente nel mese di agosto.

## Formazione
- Kerry Livgren - chitarra solista, chitarra ritmica, chitarra acustica, piano, clavinet, sintetizzatore moog, sintetizzatore ARP
- Rich Williams - chitarra solista, chitarra ritmica
- Steve Walsh - organo, piano, clavinet, sintetizzatore moog, congas, voce
- Robby Steinhardt - violino, voce
- Dave Hope - basso
- Phil Ehart - batteria, percussioni varie

## Date
Calendario completo del tour
|                |            |                       |       |      |  |
|                |            |                       |       |      |  |
| Data           | Città      | Paese                 | Luogo | Note |  |
| 2 agosto 1981  | Oakland    | Stati Uniti d'America |       |      |  |
| 9 agosto 1981  | Detroit    | Stati Uniti d'America |       |      |  |
| 15 agosto 1981 | Chicago    | Stati Uniti d'America |       |      |  |
| 16 agosto 1981 | Ames       | Stati Uniti d'America |       |      |  |
| 18 agosto 1981 | Wichita    | Stati Uniti d'America |       |      |  |
| 27 agosto 1981 | Filadelfia | Stati Uniti d'America |       |      |  |
| 28 agosto 1981 | Filadelfia | Stati Uniti d'America |       |      |  |
| 29 agosto 1981 | Baltimora  | Stati Uniti d'America |       |      |  |